# Pim Verbeek
Pim Verbeek (sinh ngày 12 tháng 3 năm 1956-mất ngày 28 tháng 11 năm 2019) là một cựu cầu thủ và huấn luyện viên bóng đá người Hà Lan, hiện đang là HLV của Đội tuyển bóng đá quốc gia Oman.